# Lista episoadelor din Fullmetal Alchemist: Brotherhood
Fullmetal Alchemist: Brotherhood este cunoscut și ca Full Metal Alchemist: Brotherhood sau FMA: Brotherhood.
Lista episoadelor din Fullmetal Alchemist: Brotherhood cuprinde episoadele din anime-ul Fullmetal Alchemist: Brotherhood, în care doi băieți care își pierd mama în urma unei boli incurabile. Folosindu-se de alchimie, cei doi încearcă să o învie, încălcând astfel cel mai mare tabu al acestei științe „transmutația umană”. Încercarea eșuează, iar fratele mai mare, Edward „Ed” Elric, își pierde piciorul stâng, în timp ce fratele său Alphonse „Al” își pierde întreg corpul. Sacrificându-și brațul drept, Ed reușește să fixeze sufletul lui Al într-o armură, dar, pentru a putea trăi din nou o viață obișnuită, cei doi pornesc într-o călătorie pentru a-și recupera corpurile.

### Episoade

#### Fullmetal Alchemist: Brotherhood
Această listă cuprinde episoadele din anime-ul Fullmetal Alchemist: Brotherhood.
1. Alchimistul de Oțel
2. Ziua începutului
3. Orașul Ereziei
4. Mâhnirea unui Alchimist
5. Ploaia tristeții
6. Calea speranței
7. Adevărul ascuns
8. Laboratorul de Cercetare Numărul 5
9. Sentimente artificiale
10. Drumuri despărțite
11. Miracolul de la Rush Valley
12. Unul este totul, totul este unul
13. Fiarele din Dublith
14. Cei care se ascund în adâncuri
15. Un Mesager din Est
16. Urmele unui tovarăș de arme
17. Flăcările rațiunii
18. Palma arogantă a omului firav
19. Moartea nemuritorului
20. Tatăl din fața mormântului
21. Evoluția nesăbuitului
22. Un spate îndepărtat
23. Fata de pe câmpul de luptă
24. În măruntaie
25. Poarta întunericului
26. Reuniunea
27. Ospățul dintre lumi
28. Tatăl
29. Lupta proștilor
30. Exterminarea din Ishval
31. Promisiunea făcută pentru 520 de cenți
32. Fiul Președintelui
33. Zidul Nordic din Briggs
34. Regina Gheții
35. Forma țării
36. Portret de familie
37. Primul Homunculus
38. Înfruntarea din Baschool
39. Visând cu ochii deschiși
40. Homunculus
41. Iadul
42. Semnele unui contraatac
43. O mușcătură de furnică
44. Intensitate maximă
45. Ziua promisă
46. Umbra târâtoare
47. Mesagerul Întunericului
48. Un jurământ din adâncuri
49. Dragoste de familie
50. Probleme în Capitală
51. Armata nemuritoare
52. Puterea tuturor
53. Flăcările răzbunării
54. Dincolo de focul mistuitor
55. Modul de viață al adulților
56. Întoarcerea Fuhrerului
57. Odihnă veșnică
58. Sacrificii umane
59. Lumina pierdută
60. Ochiul Raiului, Poarta Pământului
61. Cel care l-a devorat pe Dumnezeu
62. Un contraatac puternic
63. Cealaltă parte a porții
64. Sfârșitul călătoriei

### OVA

#### Fullmetal Alchemist: Brotherhood OVA
Această listă cuprinde OVA, OVA-urile fiind episoade care arată un trecut al unui personaj sau o întâmplare nearătată în episoade.
1. Alchimistul Orb
2. Oameni simpli
3. Poveștile Maestrei
4. Câmpul de luptă al altui bărbat

### Movie

#### Fullmetal Alchemist: Brotherhood Filmul
Această listă cuprinde film, filmele fiind episoade care arată întâmplări ce continuă episoadele sau întâmplări ce nu au legătură cu episoadele.
1. Fullmetal Alchemist: Legendara Piatră Sacră din Milos